# Klausenberg (Rheinhessen)

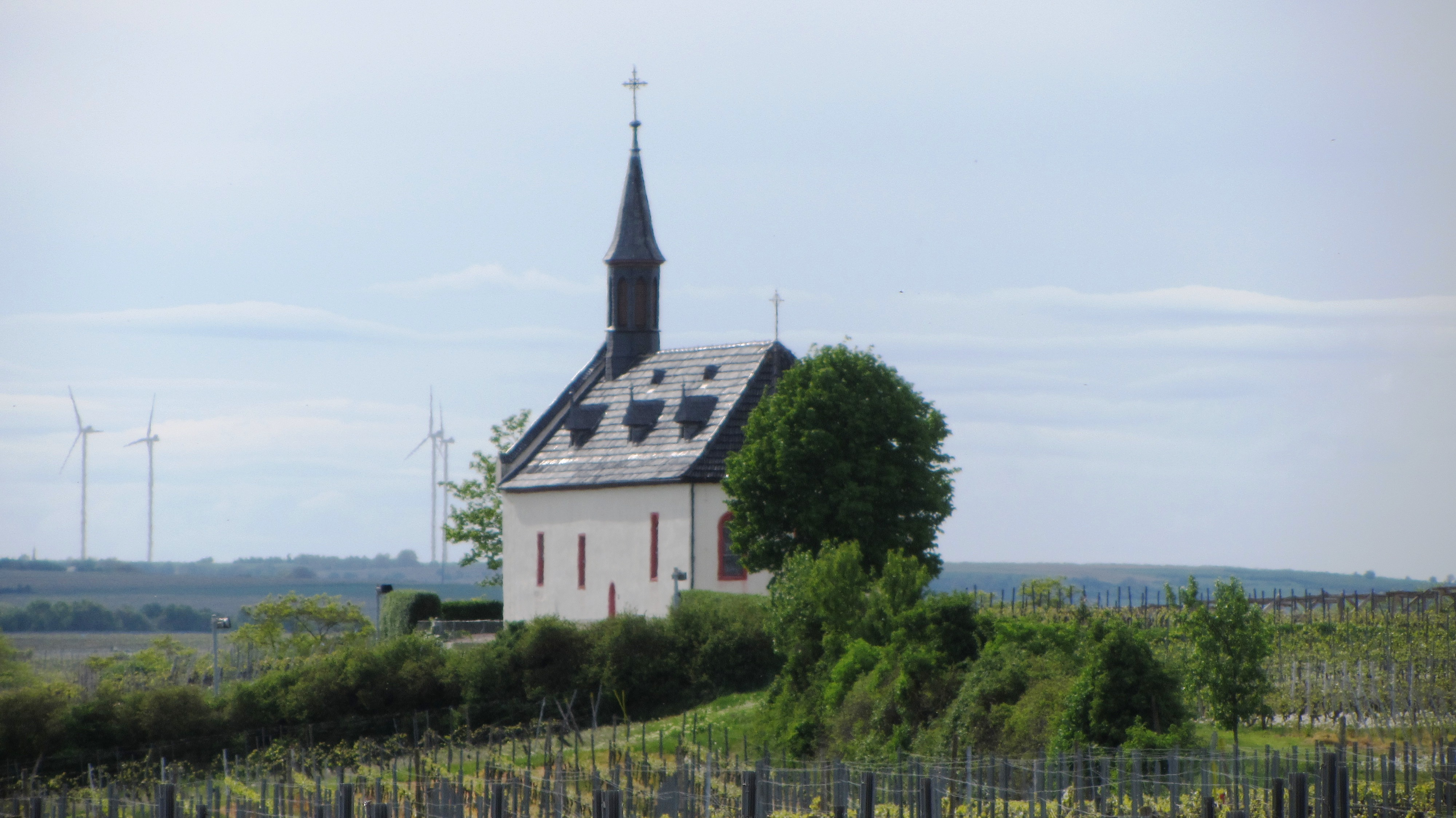
Klausenbergkapelle, von Osten

Der Klausenberg ist eine Erhebung im rheinhessischen Wonnegau, zu deren Füßen der Wormser Stadtteil Abenheim liegt.
Der Klausenberg ist bekannt durch die auf ihm erbaute Kapelle St. Michael und gibt dem Ort Abenheim den Beinamen Klausenberggemeinde. 
Gräfin Agnes von Nassau geb. von Leiningen (Gattin Otto I. von Nassau) erhielt 1298 vom Wormser Bischof Emich I. die Erlaubnis in Worms-Abenheim ein Kloster zu gründen, als dessen Rest man die heutige Klausenbergkapelle vermutet. Agnes war eine Großcousine des Bischofs. 1299 bestätigte sie mit ihren Söhnen Heinrich und Emich diese Stiftung nochmals.
Die Klausenbergkapelle wurde dem Erzengel Michael geweiht und wird daher als St.-Michaels-Kapelle bezeichnet. Sie ist einmal im Monat zum Gottesdienst geöffnet und darüber hinaus ein beliebter Ort kirchlicher Eheschließungen und liegt am Rheinhessischen Jakobsweg.

## Weblink
- www.Heimatverein-Abenheim.de

Koordinaten: 49° 40′ 52″ N, 8° 17′ 15″ O